# 어퍼 이스트 사이드

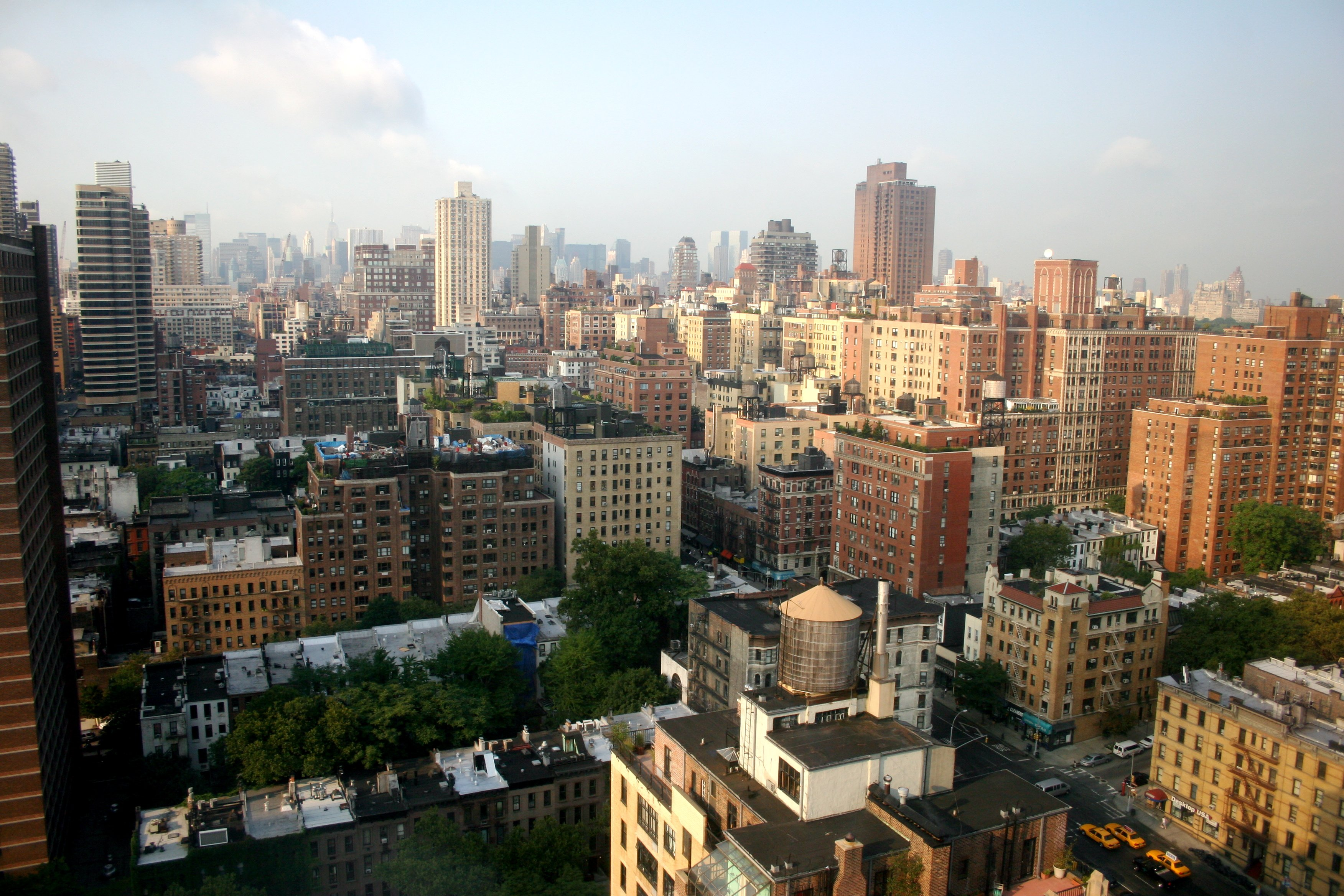
96번가에서 남쪽을 내려다 본 풍경

어퍼 이스트 사이드(Upper East Side)는 미국 뉴욕주 뉴욕 맨해튼의 한 지역으로 센트럴 파크(Central Park)와 이스트 강(East River) 사이에 위치하고 있다. 어퍼 이스트 사이드는 59번가에서 96번가, 이스트 강(East River)에서 5번가-센트럴 파크까지 해당하며, 우편번호는 10021, 10022, 10028, 10029 그리고 10065이며 뉴욕에서 가장 부유한 지역 가운데 하나다.

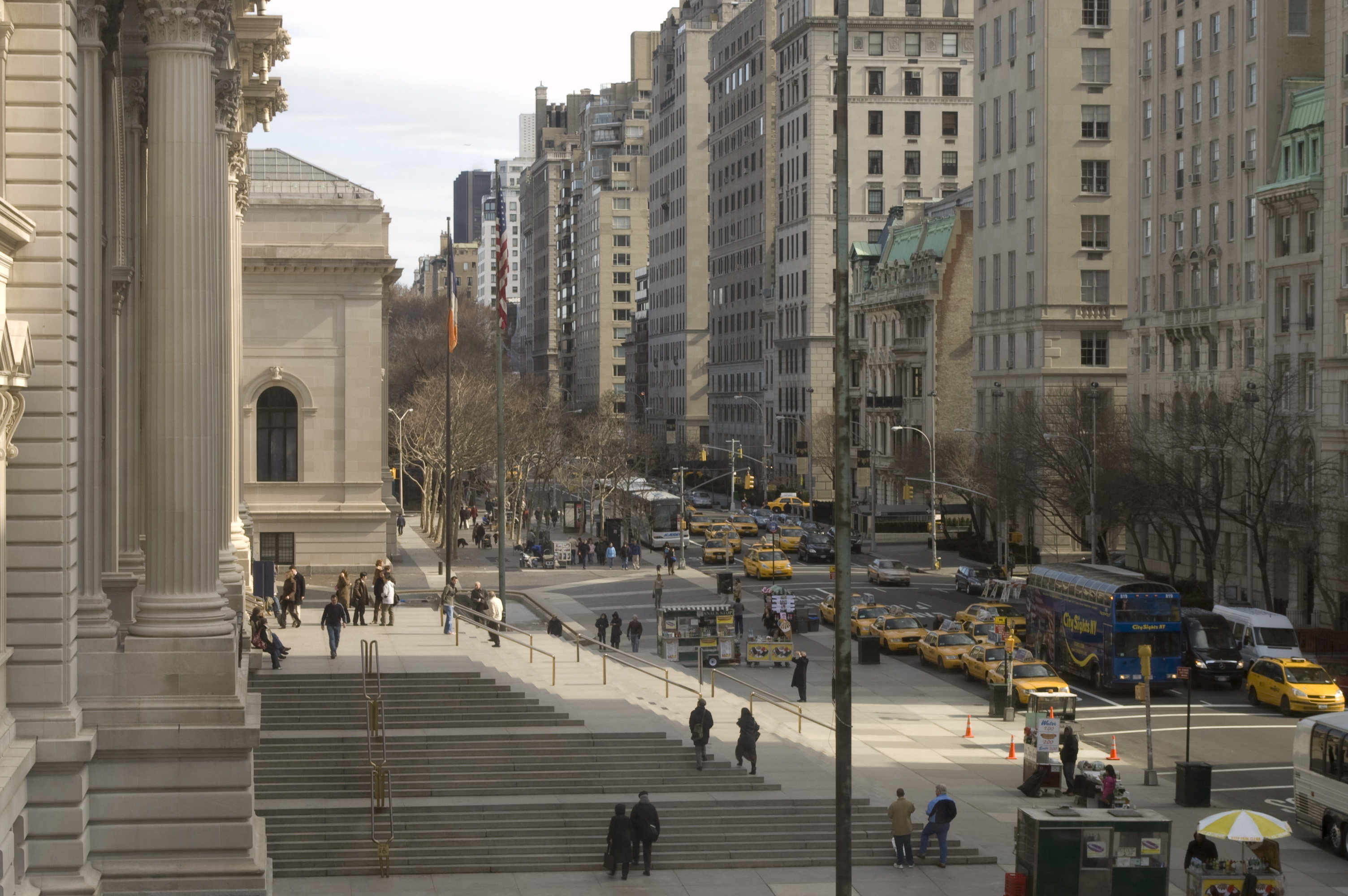
5번가와 82번가에 위치한 메트로폴리탄 미술관 (왼쪽)

## 생활비
어퍼 이스트 사이드는 미국에서도 스퀘어(square) 당 가장 높은 가격을 유지해 왔다. 2002년 포고에 의하면 평균 스퀘어 당 $856라고 하지만 실제적으로는 더욱 가격이 상승해 2006년에는 거의 스퀘어 당 $1,200에 달했다.

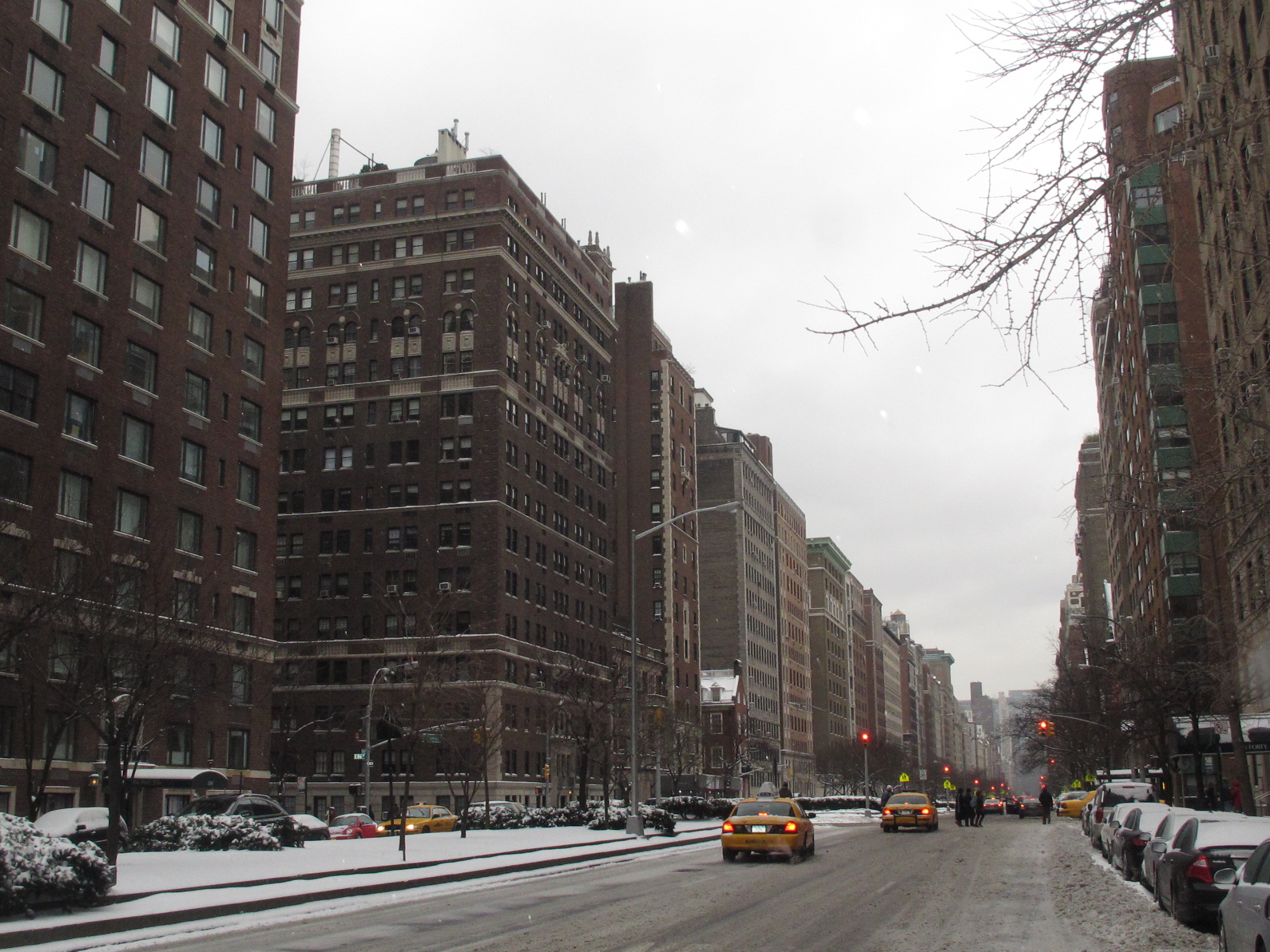
눈 내린 파크 애비뉴

## 같이 보기
- 어퍼 웨스트 사이드